# Agnetha Fältskog Vol. 2
Agnetha Fältskog vol. 2 var det andra soloalbumet av den svenska popsångerskan Agnetha Fältskog, inspelat och släppt 1969. Två av sångerna gjordes av Agnetha Fältskog själv, och "Zigenarvän" blev kontroversiell.
De flesta sångerna skrevs av hennes pojkvän Dieter Zimmermann som också ville att hon skulle spela in sånger på tyska för att bli populär i tysktalande delar av världen. Agnetha Fältskog var aldrig framgångsrik där som soloartist men ännu några sådana sånger spelades in med text på svenska och fanns på detta album, som "Señor Gonzales" or "Wie der Wind" (Som en vind kom du till mej).
Albumet återutgavs 2004 till CD, på skivmärket Sony.

## Låtlista

### Sida 1
| Nr           | Titel                                                  | Text                   | Musik                                | Längd |
| ------------ | ------------------------------------------------------ | ---------------------- | ------------------------------------ | ----- |
| 1.           | Framför svenska sommaren                               | Karl Gerhard Lundkvist | Jack E Lit, Lou Herscher, Ruth Grahm | 2:26  |
| 2.           | Lek med dina dockor                                    | Agnetha Fältskog       | Dieter Zimmermann                    | 2:15  |
| 3.           | Ge dej till tåls ("Are you ready for love" i original) | Bo Göran Edling        | Alan Hawkshaw, Ray Cameron           | 2:25  |
| 4.           | Skål kära vän                                          | Agnetha Fältskog       | Dieter Zimmermann                    | 2:05  |
| 5.           | Glöm honom                                             | Agnetha Fältskog       | Dieter Zimmermann                    | 2:15  |
| 6.           | En gång fanns bara vi två                              | Karl Gerhard Lundkvist | Karl Gerhard Lundkvist               | 2:41  |
| Total längd: | Total längd:                                           | Total längd:           | Total längd:                         | 13:58 |

### Sida 2
| Nr           | Titel                           | Text                 | Musik                     | Längd |
| ------------ | ------------------------------- | -------------------- | ------------------------- | ----- |
| 1.           | Hjärtats kronprins              | Stig Anderson        | Heinz Meyer, Fred Weyrich | 2:35  |
| 2.           | Det handlar om kärlek           | Bengt Haslum         | Hans Blum                 | 2:26  |
| 3.           | Som en vind kom du till mej     | Agnetha Fältskog     | Dieter Zimmermann         | 3:24  |
| 4.           | Señor Gonzales                  | Bengt Olov Sundström | Dieter Zimmermann         | 2:28  |
| 5.           | Zigenarvän                      | Bengt Haslum         | Agnetha Fältskog          | 2:54  |
| 6.           | Tag min hand låt oss bli vänner | Agnetha Fältskog     | Agnetha Fältskog          | 2:14  |
| Total längd: | Total längd:                    | Total längd:         | Total längd:              | 16:14 |

### Fotnoter
1. ↑  ”Agnetha Fältskog, vol. 2”. Svensk meidedatabas. 25 februari 1969. Arkiverad från originalet den 9 maj 2016. https://web.archive.org/web/20160509051058/http://smdb.kb.se/catalog/id/002041456. Läst 3 oktober 2010.